# Brachyscleroma jiulongshana
Brachyscleroma jiulongshana är en stekelart som beskrevs av He, Chen och Ma 2000. Brachyscleroma jiulongshana ingår i släktet Brachyscleroma och familjen brokparasitsteklar. Inga underarter finns listade.